# 久木留毅
久木留 毅（くきどめ たけし、1965年12月28日 - ）は専修大学文学部教授（スポーツ情報戦略）。博士（スポーツ医学）。和歌山県出身。

## 略歴
- 1981年 和歌山県立新宮高等学校入学、レスリングを始める
- 1984年 専修大学商学部入学
- 1991年 サンボ日本代表として世界選手権出場
- 1993年 同日本代表としてワールドゲームズに出場
- 国際協力機構・青年海外協力隊に参加
- 1997年 筑波大学大学院体育研究科へ入学（体育学修士の学位を取得）
- 2001年 法政大学大学院政策科学研究科より修士（政策科学）の学位取得
- その後筑波大学大学院より博士（スポーツ医学）の学位取得
- 2013年 ラフバラー大学へ留学
- 2013年 日本スポーツ振興センターラフバラ大学政策情報研究拠点センター長（ − 2014年）
- 2016年 日本スポーツ振興センターハイパフォーマンス戦略部部長（ − 現在に至る）
- 2017年 国立スポーツ科学センター副センター長
- 2017年 国立スポーツ科学センタースポーツ科学部主任研究員
- 2018年 国立スポーツ科学センタースポーツ研究部主任研究員
- 2018年 国立スポーツ科学センターセンター長（ − 現在に至る）
- 2018年 味の素ナショナルトレーニングセンター副センター長（ − 現在に至る）
- 2019年 スポーツ庁参与。任期は、2020年3月31日まで[1]。

## 職歴
株式会社リクルート、北里大学、国際協力機構青年海外協力隊（シリア・アラブ共和国派遣）、参議院議員馳浩事務所等を経て現在に至る。

## 研究
- 高度競技マネジメント

トップスポーツの政策、競技スポーツにおける情報戦略研究
- スポーツ医・科学研究

コンディショニング（競技者の減量を中心として）の研究

## 競技歴
- レスリング

学生日本選抜（1986年）、全日本選手権上位入賞（1987年）、全日本社会人選手権準優勝（1991年、1992年）等。
- サンボ

世界選手権（1991年）、ワールドゲームズ日本代表（1993年）。

## 指導歴
- レスリング
  - ジュニアナショナルチームコーチ（1997年-2008）
  - 2005年トルコ・イズミル ユニバーシアード代表監督、
  - ナショナルチームコーチ（2000年-2013年）
  - ナショナルチームテクニカルディレクター（2009年-2013年）
  - 国際レスリング連盟（FILA）指導者講習会インストラクター（2006,2007,2008）
  - FILATechnical Committeeメンバー（2013年-現在に至る）

## 社会活動
- （公）日本オリンピック委員会
  - 情報・医・科学部会部会員、情報戦略部門・部門長、ゴールドプラン委員会委員、他 [4]
- オリンピック競技大会（2004,2008,2012）日本選手団情報戦略スタッフ[2]
- ロンドンオリンピック、ソチオリンピック対策プロジェクト委員 [2]
- （財）日本レスリング協会特定理事、強化委員会委員（ナショナルチームコーチ兼テクニカルディレクター）、[2]
- 「スポーツ振興に関する懇談会」メンバー、ロンドンオリンピック強化支援タスクフォースメンバー [2]
- スポーツ議員連盟

新スポーツ振興法制定プロジェクトチーム「アドバイザリーボード」メンバー
スポーツ庁設置検討プロジェクト・有識者会議メンバー 
- （独）日本スポーツ振興センター（JSC） 情報・国際部アドバイザー、JSCラフバラ大学政策情報研究拠点センター長、JSCロンドン事務所参事 [2]
- 嘉納治五郎記念国際スポーツ研究・交流センター 特別研究員[2]

## 論文
- Takeshi Kukidome, Katsuyoshi Shirai, Junjiro Kubo,Yoshiko Nakashima, Osamu Yanagisawa, Toshiyuki Honma, Katsuji Aizaw., "MRI evaluation of body composition changes in wrestlers undergoing rapid weight loss." 42(10) 814-818 2008年10月
- Kubo J, Ohta A, Takahashi H, Kukidome T, Funato K, "THE DEVELOPMENT OF TRUNK MUSCLES IN MALE WRESTLERS ASSESSED BY MAGNETIC RESONANCE IMAGING." Journal of strength and conditioning research., 21 p.1251-1254 (Nov.2007)
- 久木留毅, 相澤勝治, 岡田藍 ほか, 「急速減量によるアスリートのエネルギー代謝変動」『体力科學』 56巻 4号 2007年 p.429-436, doi:10.7600/jspfsm.56.429

他多数

## 著書

### 単著
- 『Think Ahead』生産性出版、2015年
- 『英国における拠点大学のスポーツ戦略』専修大学出版局、2015年
- 『アスリートの科学』講談社（ブルーバックス）、2020年

### 共著
- 『スポーツ医学検査測定ハンドブック』文光堂、2004年
- 『中国社会の現状III』専修大学出版局、2011年
- 『スポーツと国際協力』大修館書店、2015年
- 『スポーツビジネスの未来 2018-2027』日経BP社、2017年

## 書籍以外のもの
著書以外のもので関わりがあるもの
- 『レスリングNTSテクニカルビデオ Vol.1 グレコローマンスタイル』財団法人日本レスリング協会、2003年
- 『レスリングNTSテクニカルビデオ Vol.2 フリースタイルスタンドテクニック編』財団法人日本レスリング協会、2006年